# Kalle Samooja
Kalle Samooja, född 25 januari 1988 i Åbo, är en finländsk professionell golfspelare som spelar för Liv Golf och på PGA European Tour. Han har tidigare spelat bland annat på Asian Tour och Challenge Tour.
Samooja har vunnit en European-vinst och en Challenger-vinst.